# Canton de Foix-Rural
Le canton de Foix-Rural est une ancienne division administrative française située dans le département de l'Ariège.

## Histoire
Ce canton a été créé en décembre 1984 en vue des élections cantonales de 1985 par soustraction de l'ensemble des communes de banlieue et rurales de l'ancien canton de Foix, la commune de Foix formant alors à elle seule le canton de Foix-Ville.

## Administration
| Période | Période | Identité       | Étiquette | Qualité |
| ------- | ------- | -------------- | --------- | --- |
| 1985    | 2008    | Guy Destrem    | PS        | Professeur des écoles Maire de Serres-sur-Arget (1977-2008) Président de la Communauté de communes du Pays de Foix Suppléant du député Augustin Bonrepaux (1981-1986 et 1988-2002) |
| 2008    | 2015    | Benoît Alvarez | DVG       | Technicien EDF en retraite Maire de Montgaillard (2001-2020) |

## Composition
Le canton de Foix-Rural regroupait 24 communes et comptait 9 693 habitants (recensement de 1999 sans doubles comptes).
| Nom                      | Code Insee | Intercommunalité         | Population (dernière pop. légale) |
| ------------------------ | ---------- | ------------------------ | --------------------------------- |
| Montgailhard (chef-lieu) | 09207      | CA L'Agglo Foix-Varilhes | 1 423 (2014)                      |
| Arabaux                  | 09013      | CA L'Agglo Foix-Varilhes | 60 (2014)                         |
| Baulou                   | 09044      | CA L'Agglo Foix-Varilhes | 165 (2014)                        |
| Bénac                    | 09049      | CA L'Agglo Foix-Varilhes | 176 (2014)                        |
| Le Bosc                  | 09063      | CA L'Agglo Foix-Varilhes | 103 (2014)                        |
| Brassac                  | 09066      | CA L'Agglo Foix-Varilhes | 644 (2014)                        |
| Burret                   | 09068      | CA L'Agglo Foix-Varilhes | 41 (2014)                         |
| Celles                   | 09093      | CA L'Agglo Foix-Varilhes | 129 (2014)                        |
| Cos                      | 09099      | CA L'Agglo Foix-Varilhes | 406 (2014)                        |
| Ferrières-sur-Ariège     | 09121      | CA L'Agglo Foix-Varilhes | 848 (2014)                        |
| Freychenet               | 09126      | CC du Pays d'Olmes       | 96 (2013)                         |
| Ganac                    | 09130      | CA L'Agglo Foix-Varilhes | 689 (2014)                        |
| L'Herm                   | 09138      | CA L'Agglo Foix-Varilhes | 210 (2014)                        |
| Loubières                | 09174      | CA L'Agglo Foix-Varilhes | 314 (2014)                        |
| Montoulieu               | 09210      | CA L'Agglo Foix-Varilhes | 378 (2014)                        |
| Pradières                | 09234      | CA L'Agglo Foix-Varilhes | 115 (2014)                        |
| Prayols                  | 09236      | CA L'Agglo Foix-Varilhes | 381 (2014)                        |
| Saint-Jean-de-Verges     | 09264      | CA L'Agglo Foix-Varilhes | 1 200 (2014)                      |
| Saint-Martin-de-Caralp   | 09269      | CA L'Agglo Foix-Varilhes | 342 (2014)                        |
| Saint-Paul-de-Jarrat     | 09272      | CA L'Agglo Foix-Varilhes | 1 266 (2014)                      |
| Saint-Pierre-de-Rivière  | 09273      | CA L'Agglo Foix-Varilhes | 613 (2014)                        |
| Serres-sur-Arget         | 09293      | CA L'Agglo Foix-Varilhes | 779 (2014)                        |
| Soula                    | 09300      | CA L'Agglo Foix-Varilhes | 195 (2014)                        |
| Vernajoul                | 09329      | CA L'Agglo Foix-Varilhes | 652 (2014)                        |

## Démographie
| 1962  | 1968  | 1975  | 1982  | 1990  | 1999  | 2006   | 2011   | 2012   |
| ----- | ----- | ----- | ----- | ----- | ----- | ------ | ------ | ------ |
| 6 599 | 7 058 | 7 218 | 8 090 | 8 923 | 9 693 | 10 640 | 11 102 | 11 126 |